# Frederico Sutermeister
Frederico Sutermeister (Aarau, 29 de janeiro de 1873 - 16 de julho de 1934) foi um pastor reformado e socialista religioso suíço.

## Vida
Sutermeister era filho de Otto Sutermeister e passou sua infância no mosteiro Mariaberg perto de São Galo (st. Gallen), antes de que a família se transladou a Berna em 1880, onde ele assistiu à escola no bairro Sulgenbach e à escola secundária Gymnasium Kirchenfeld. Aos 16 anos foi ao colégio “humanístico” de línguas clássicas em Basileia, onde se fez amigo de Albert Barth. A partir de 1892 estudou teologia nas universidades de Basileia, Berna e Berlim, onde assistiu conferências a cargo de Bernhard Duhm, Adolf von Harnack e Friedrich Paulsen. Depois de graduar-se, trabalhou vários anos como professor privado da família Quarles van Ufford nos Países Baixos. Em 1899 regressou à Suíça, estabeleceu-se em Schlossrued, e em 1901 se casou com Marie Rued Hunziker (1875-1947). Em 1910, foi nomeado como pastor para uma igreja em Feuerthalen. Nestes anos, escreveu regularmente para as revistas Der freie Schweizer Arbeiter (uma revista socialista religiosa) e Neue Wege, na qual ele se expressou contra o imperialismo europeu na África e propagou a União Suíça para a Proteção dos nativos no Congo.
Em 1921 foi designado para uma paróquia no vilarejo Binningen, onde também trabalhou na Cruz Azul e onde se fez cargo do serviço para pobres do pastor Wilhelm Denz.
Sutermeister tocava a viola e fez Hausmusik (“música de casa”), com seu filho Henrique (1910-1995) tocava piano a quatro mãos, Sua amizade com Walter Courvoisier contribuiu à carreira de seu filho. Outro de seus filhos, Hans Martim (1907-1977) converteu-o na sua novela Zwischen zwei Welten (“Entre dois mundos”) numa figura trágica.